# Wenshao, Guangdong
Wenshao är en köping i sydöstra Kina. Den ligger i Renhua härad i staden Shaoguan i provinsen Guangdong, omkring 230 kilometer norr om provinshuvudstaden Guangzhou. Antalet invånare är 4 420. Befolkningen består av 2 115 kvinnor och 2 305 män. Barn under 15 år utgör 19,0 %, vuxna 15-64 år 67 %, och äldre över 65 år 12,0 %.